# Papa Benedict al III-lea
Papa Benedict al III-lea (n. 810 d.Hr., Roma, Imperiul Franc – d. 7 aprilie 858 d.Hr., Roma, Sfântul Imperiu Roman) a fost un papă al Romei.